# Imin

Generell struktur för iminer

En imin är en förening som innehåller en dubbelbindning mellan ett kol och ett kväve, enligt strukturen RN=CR2 
En azometin är en imin där kvävet, utöver dubbelbindningen till kolet, är bundet till annat än ett väte.

## Framställning
Iminer kan tillverkas genom att låta en aldehyd eller keton reagera med en amin. Reaktionen är en jämviktsreaktion, och för att få bästa utbyte kan man använda olika metoder att avskilja vattnet som bildas.